# Nicolao Dorati
Nicolao Dorati (Nicolaus, Niccolo, Nicolò) (* um 1513 in Granaiola bei Lucca; † 1593 in Lucca) war ein italienischer Posaunist, Kapellmeister und Komponist.
Er wirkte seit 1543 in der Stadtkapelle von Lucca, zunächst als Posaunist und ab 1557 für über 20 Jahre als Kapellmeister.
Er schuf mehrere Bücher mehrstimmiger Madrigale die sowohl stilistisch als auch musikalisch hohen Anforderungen entsprechen.